# 阿爾馬格羅聖羅倫素體育會
阿爾馬格羅圣洛伦索竞技俱乐部（西班牙語：Club Atlético San Lorenzo de Almagro），一般稱為聖羅倫素，是阿根廷布宜诺斯艾利斯市的一个足球俱乐部，成立于1908年。圣洛伦索现在参加阿根廷足球甲级联赛。

## 荣誉

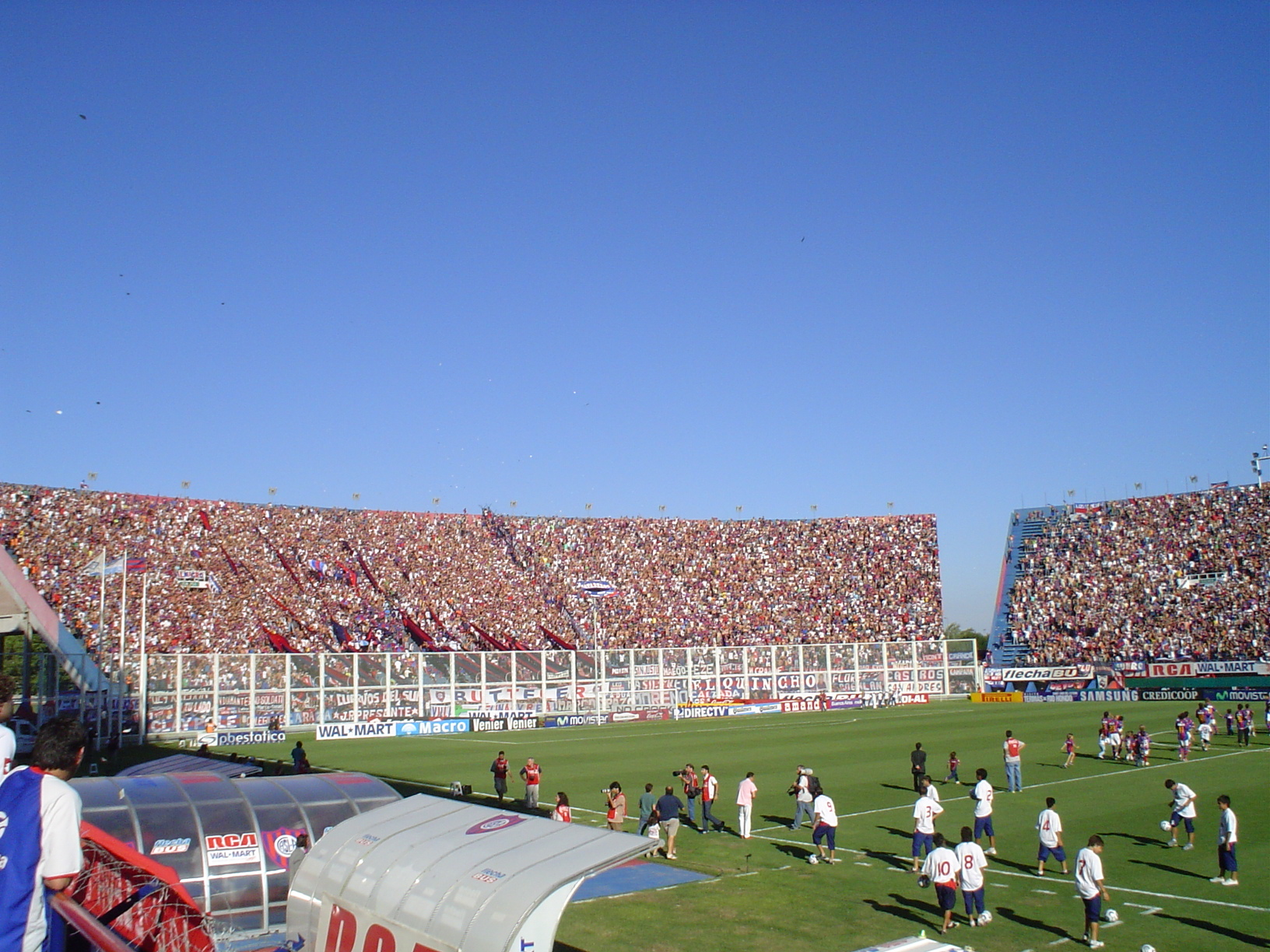

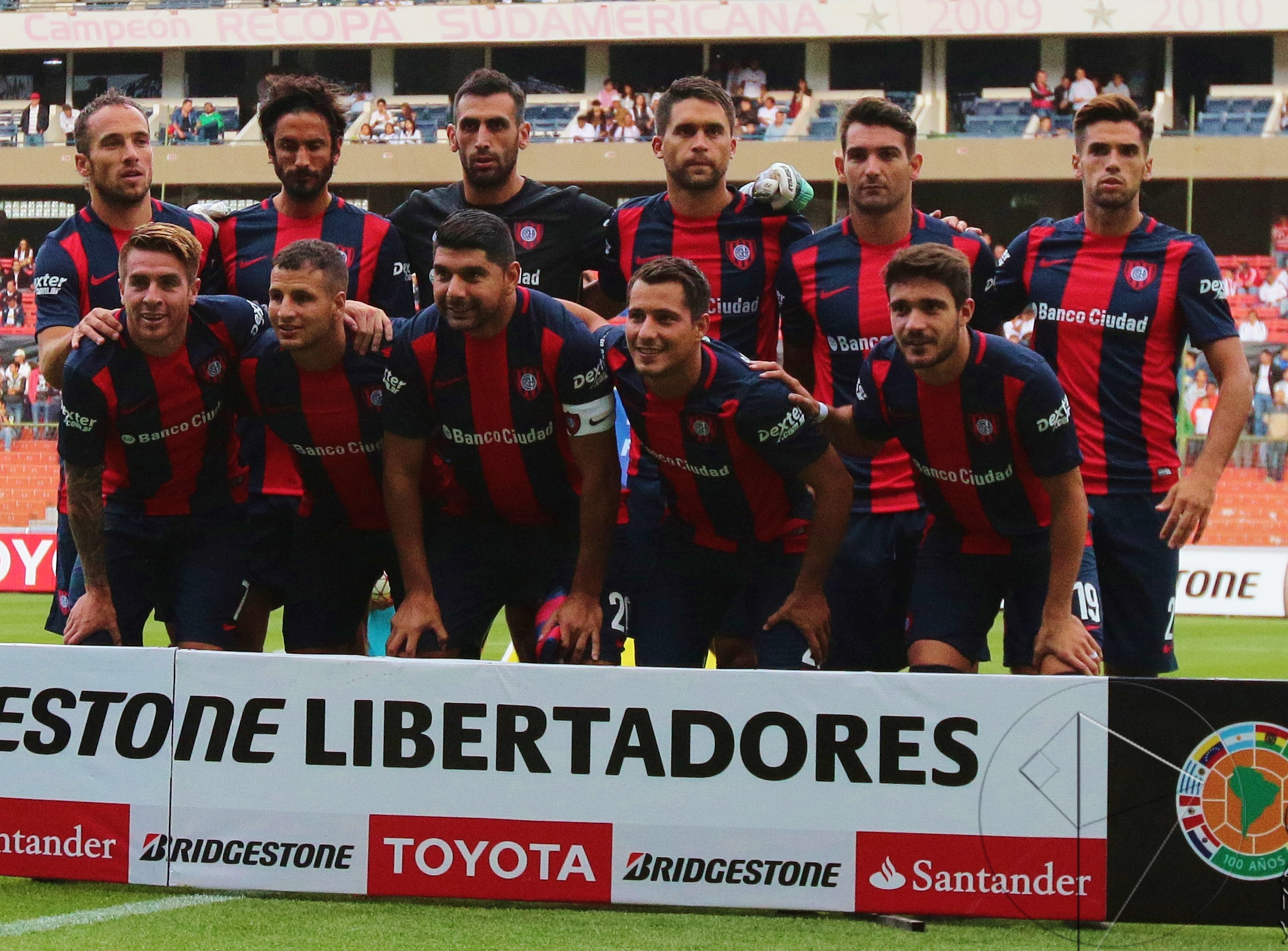

### 本土賽事
- 阿根廷甲組足球聯賽
  - 冠军：1995秋季、2001秋季、2007秋季

### 洲際賽事
- 南美解放者杯
  - 冠軍：2014年
- 南方共同市場盃
  - 冠军：2001年

## 著名球員
- 高路仙尼（Fabricio Coloccini）
- 迪阿歷辛度（Andrés D'Alessandro）
- 干沙路（Gonzalo Rodríguez）
- 古利姆·法蘭高（Guillermo Franco）
- 哥度巴（Iván Córdoba）
- 芝拉華特（José Luis Chilavert）